# British Tour 1966 (The Rolling Stones)
British Tour 1966 bylo koncertní turné britské rockové skupiny The Rolling Stones, které sloužilo jako propagace studiového alba Aftermath. Turné bylo zahájeno koncertem v Londýně bylo zakončeno dvěma koncerty v Cardiffu.

## Setlist
Toto je nejčastější hraný seznam skladeb.
Autory všech skladeb jsou Jagger/Richards, pokud není uvedeno jinak.
1. Paint It, Black
2. Under My Thumb
3. Get Off of My Cloud
4. Lady Jane
5. Not Fade Away (Hardin/Petty)
6. The Last Time
7. 19th Nervous Breakdown
8. Have You Seen Your Mother, Baby, Standing In The Shadow?
9. (I Can't Get No) Satisfaction

## Sestava
- Mick Jagger - (zpěv, harmonika, tamburína)
- Keith Richards - (kytara, doprovodný zpěv)
- Brian Jones - (kytara, harmonika, dulcimer, hammondovy varhany, doprovodný zpěv)
- Bill Wyman - (baskytara)
- Charlie Watts - (bicí)

## Turné v datech
| Datum                      | Město            | Stát    | Místo             |
| -------------------------- | ---------------- | ------- | ----------------- |
| 23. září 1966              | Londýn           | Anglie  | Royal Albert Hall |
| 24. září 1966 (2 koncerty) | Leeds            | Anglie  | Odeon Theatre     |
| 25. září 1966 (2 koncerty) | Liverpool        | Anglie  | Empire Theatre    |
| 28. září 1966 (2 koncerty) | Ardwick          | Anglie  | Apollo Theatre    |
| 29. září 1966 (2 koncerty) | Stockton-on-Tees | Anglie  | ABC Theatre       |
| 30. září 1966 (2 koncerty) | Glasgow          | Skotsko | Odeon Theatre     |
| 1. října 1966 (2 koncerty) | Newcastle        | Anglie  | City Hall         |
| 2. října 1966 (2 koncerty) | Ipswich          | Anglie  | Gaumont Theatre   |
| 6. října 1966 (2 koncerty) | Birmingham       | Anglie  | Odeon Theatre     |
| 7. října 1966 (2 koncerty) | Bristol          | Anglie  | Colston Hall      |
| 8. října 1966 (2 koncerty) | Cardiff          | Wales   | Capitol Theatre   |